# Michele Di Gregorio
Michele Di Gregorio (ur. 27 lipca 1997 w Mediolanie) – włoski piłkarz występujący na pozycji bramkarza we włoskim klubie Juventus, do którego jest wypożyczony z AC Monzy. 
Wychowanek Interu Mediolan, w trakcie swojej kariery grał także w takich zespołach jak Renate, Avellino, Novara oraz Pordenone. Młodzieżowy reprezentant Włoch.